# Infinites
Infinites là một nhóm nhân vật hư cấu xuất hiện trong loạt truyện Avengers Infinity. Với khả năng thao tác vật chất và năng lượng ở tầm đa vũ trụ, họ sử dụng các Servitor và Walker sắp xếp lại trật tự các thiên hà, từ đó cân bằng dòng chảy năng lượng của đa vũ trụ.

## Avengers Infinity
Infinites cử các Servitor, những robot vô hồn, phá hủy hành tinh Rigel-3 của Jack of Hearts, cũng như nhiều hành tinh khác, trong sự bất lực của các Avengers. Vật chất thô từ các hành tinh được các Walker, những sinh vật có kích thước bằng cả hành tinh, thu thập lấy để tạo nên một chiếc vòng khổng lồ kẹp lấy một ngôi sao gần đó, tạo ra một mạng kết nối tất cả các ngôi sao trong dải Ngân Hà. Infinites dự định dùng chiếc vòng để kéo cả dải thiên hà về một "bức tường thiên hà", nơi tập hợp vô số thiên hà, từ đó cân bằng dòng chảy năng lượng đa vũ trụ. Tuy nhiên, kế hoạch này đã bị Eternity, hiện thân của vũ trụ, vốn được các Avengers triệu hồi, ngăn cản. Eternity cùng với các Avengers đã bị Infinites kéo vào trong Không gian Biểu hiện (Dimension of Manifestations). Sau khi tự giới thiệu bản thân và mục đích của mình, các Infinites đã lắng nghe các Avengers lần lượt giải thích sự sống quý báu như thế nào. Một trong số Infinites đã tự hy sinh bản thân mình để tái tạo những thế giới bị phá hủy, sau khi họ nhận ra sai lầm của mình1 2 3.

## Quyền năng
Hoạt động ở tầm Đa vũ trụ (Multiverse), có thể cả Siêu vũ trụ (Megaverse) và Toàn vũ trụ (Omniverse)1.